# Eustis (Nebraska)
Eustis és una població dels Estats Units a l'estat de Nebraska. Segons el cens del 2000 tenia 464 habitants.

## Demografia
Segons el cens del 2000, Eustis tenia 464 habitants, 187 habitatges, i 126 famílies. La densitat de població era de 447,9 habitants per km².
Dels 187 habitatges en un 34,2% hi vivien nens de menys de 18 anys, en un 57,8% hi vivien parelles casades, en un 6,4% dones solteres, i en un 32,6% no eren unitats familiars. En el 31,6% dels habitatges hi vivien persones soles el 16% de les quals corresponia a persones de 65 anys o més que vivien soles. El nombre mitjà de persones vivint en cada habitatge era de 2,48 i el nombre mitjà de persones que vivien en cada família era de 3,16.
Per edats la població es repartia de la següent manera: un 30,8% tenia menys de 18 anys, un 6% entre 18 i 24, un 26,9% entre 25 i 44, un 19,4% de 45 a 60 i un 16,8% 65 anys o més.
L'edat mediana era de 39 anys. Per cada 100 dones de 18 o més anys hi havia 89,9 homes.
La renda mediana per habitatge era de 34.205 $ i la renda mediana per família de 41.750 $. Els homes tenien una renda mediana de 29.583 $ mentre que les dones 17.321 $. La renda per capita de la població era de 16.618 $. Aproximadament el 5,2% de les famílies i el 7,1% de la població estaven per davall del llindar de pobresa.

## Poblacions més properes
El següent diagrama mostra les poblacions més properes.